# NGC 119
NGC 119 là một thiên hà hình hạt đậu loại E / SA0? pec với cấp sao biểu kiến là 13,0 nằm trong chòm sao Phượng Hoàng.